# Mezentius
Mezentius was in de Romeinse mythologie een Etruskische koning of lucumo en was de vader van Lausus. Wegens zijn wreedheid werd hij verbannen naar Latium. Naast zijn bloedlust op het slagveld werd hij in de ogen van de Romeinen ook gezien als een contemptor divum, een "verafgodenaar".
Mezentius komt voor in de Aeneis van Vergilius, voornamelijk in boek tien, waar hij Turnus steunt in zijn oorlog tegen Aeneas en Troje. In een gevecht tegen Aeneas wordt hij ernstig verwond door een speer, maar zijn zoon Lausus weert de genadeklap van Aeneas af. Lausus wordt vervolgens zelf door Aeneas gedood, waardoor Mezentius in staat is te ontsnappen aan de dood. Als hij echter van de dood van zijn zoon hoort, schaamt hij zich ervoor dat Lausus in zijn plaats is gestorven en keert hij terug naar de strijd om hem te wreken, rijdend op zijn paard Rhaebus. Het lukt hem Aeneas voor enige tijd in het defensief te drukken door hem te bestoken met speren. Uiteindelijk wordt Rhaebus echter door een speer van Aeneas gedood, Mezentius met zich meesleurend. Wanneer Aeneas op het punt staat hem te doden, vraagt hij niet om vergiffenis, maar alleen om samen met zijn zoon te worden begraven.
In de oorspronkelijke mythe overleeft Mezentius het gevecht met Aeneas, die 'verdwijnt' in de rivier waarmee Aeneas mee wordt verpersoonlijkt in zijn heldencultus. Echter, omdat de beschermheer Maecenas een geboren Etrusk  was, portretteerde Vergilius Mezentius als een tiran. Op deze manier maakte hij Mezentius tot het zwarte schaap, waarmee hij het Etruskische volk positief kon neerzetten.